# Cephalops brasiliensis
Cephalops brasiliensis är en tvåvingeart som först beskrevs av Hardy 1950.  Cephalops brasiliensis ingår i släktet Cephalops och familjen ögonflugor. Inga underarter finns listade i Catalogue of Life.